# 鄭玉波
鄭玉波（1916年12月21日—1993年4月8日），別號石濤，熱河省阜新縣（今改遼寧省阜新蒙古族自治縣）人，法律學者，中華民國前司法院大法官。

## 生平
鄭玉波畢業於日本京都帝國大學，來台後先後執教於台灣省立法商學院法律系（今國立台北大學法律系）、國立政治大學法律系。1964年3月因國立台灣大學法律系王伯琦教授猝逝，經他人向梅仲協推薦，轉知時任系主任之韓忠謨，韓、鄭二氏面晤之後即敲定代課事宜。鄭並於半年後獲正式聘用。鄭玉波亦曾兼任國立中興大學法律系教席，復歷任行政院法規委員會委員、司法官訓練所講座之職。 1976年被提名為中華民國第四屆大法官，同年經監察院同意後就職；1985年退職。1986年7月任中國文化大學法學院院長，至1990年8月卸任。1993年病逝於美國加州聖荷西。享年七十六歲。
民事實體法為鄭玉波的專長，其造詣頗深，堪稱早期台灣法學界的權威，又著作等身，相關民法、商法作品及文獻不可勝數，即使去世已久，台灣的法律類書店、書局仍常見到其著作，可謂歷久彌新，惟為與時俱進，若干書籍已是由其門生、故舊增補。如法學緒論、民法總則、民法債篇總論、民法物權、商事法、保險法、海商法及票據法。
鄭氏著作素以文辭典雅為人所知。例如，其著作《民法物權》就中華民國民法第798條果實自落鄰地規定之解說謂：「紅杏出牆，世所恆有；果熟自落，亦僅平常」，為膾炙人口之名句，並為王澤鑑教授於課堂中津津樂道。
鄭玉波藏書豐富，其中部分捐贈給國立台灣大學圖書館法社學院分館，另有五百餘冊於1991年11月捐贈國立中央圖書館（今國家圖書館）。

## 外部連結
- 國立台灣大學法律學院院史
- 中國文化大學法學院沿革